# Paro
Paro – miasto w Bhutanie, stolica dystryktu Paro, 11 tys. mieszkańców (2017); międzynarodowy port lotniczy.

Paro
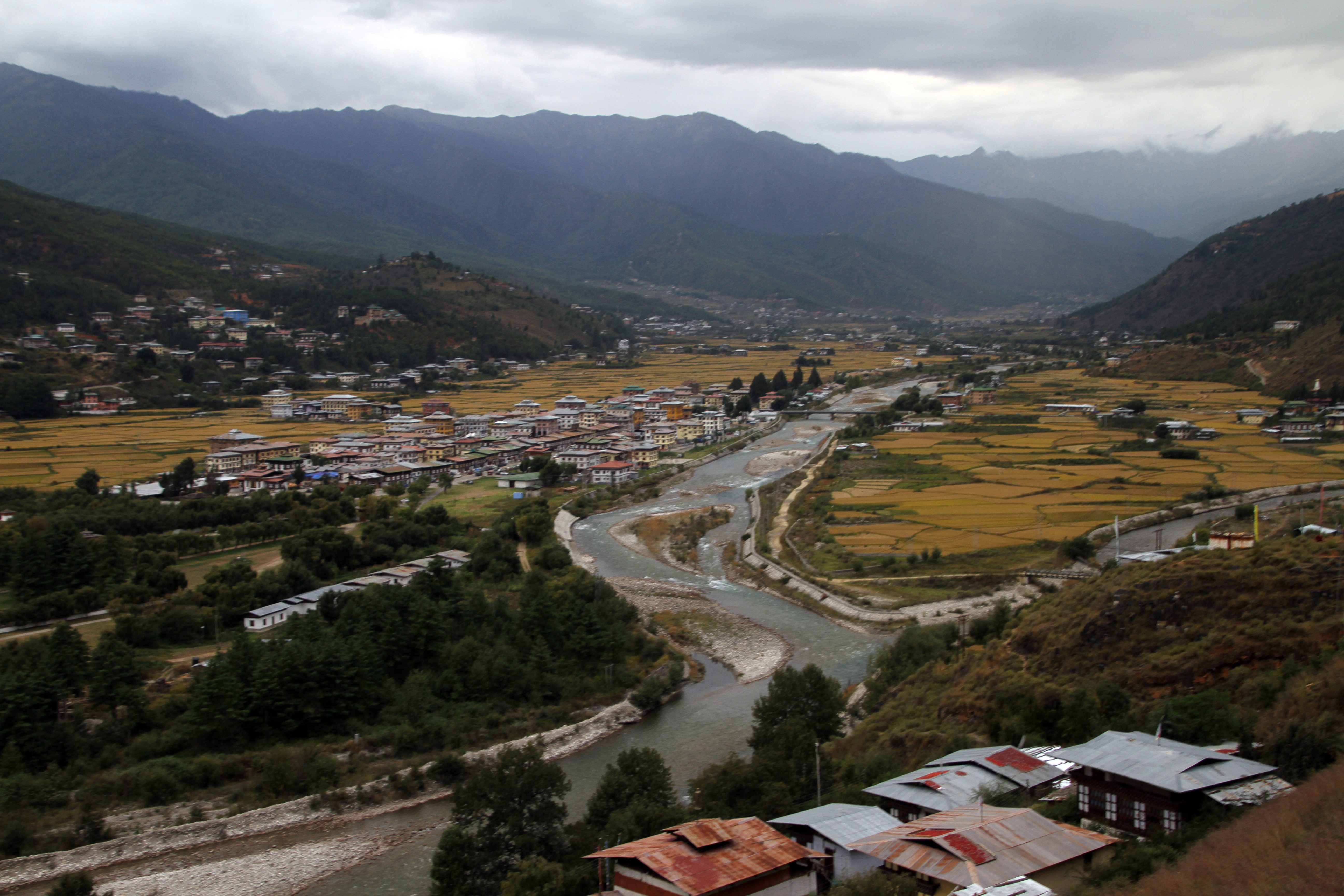
Paro
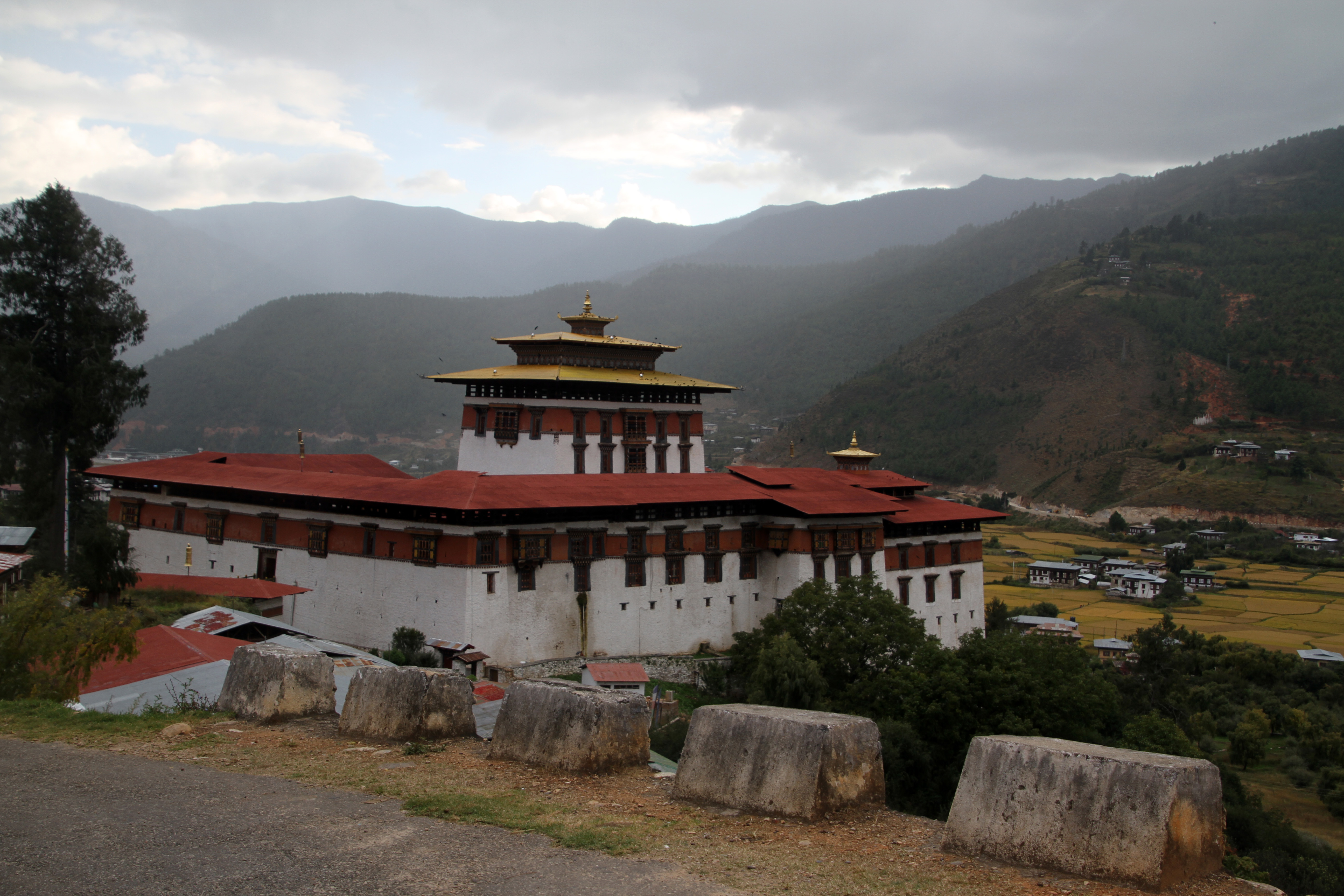
Dzong
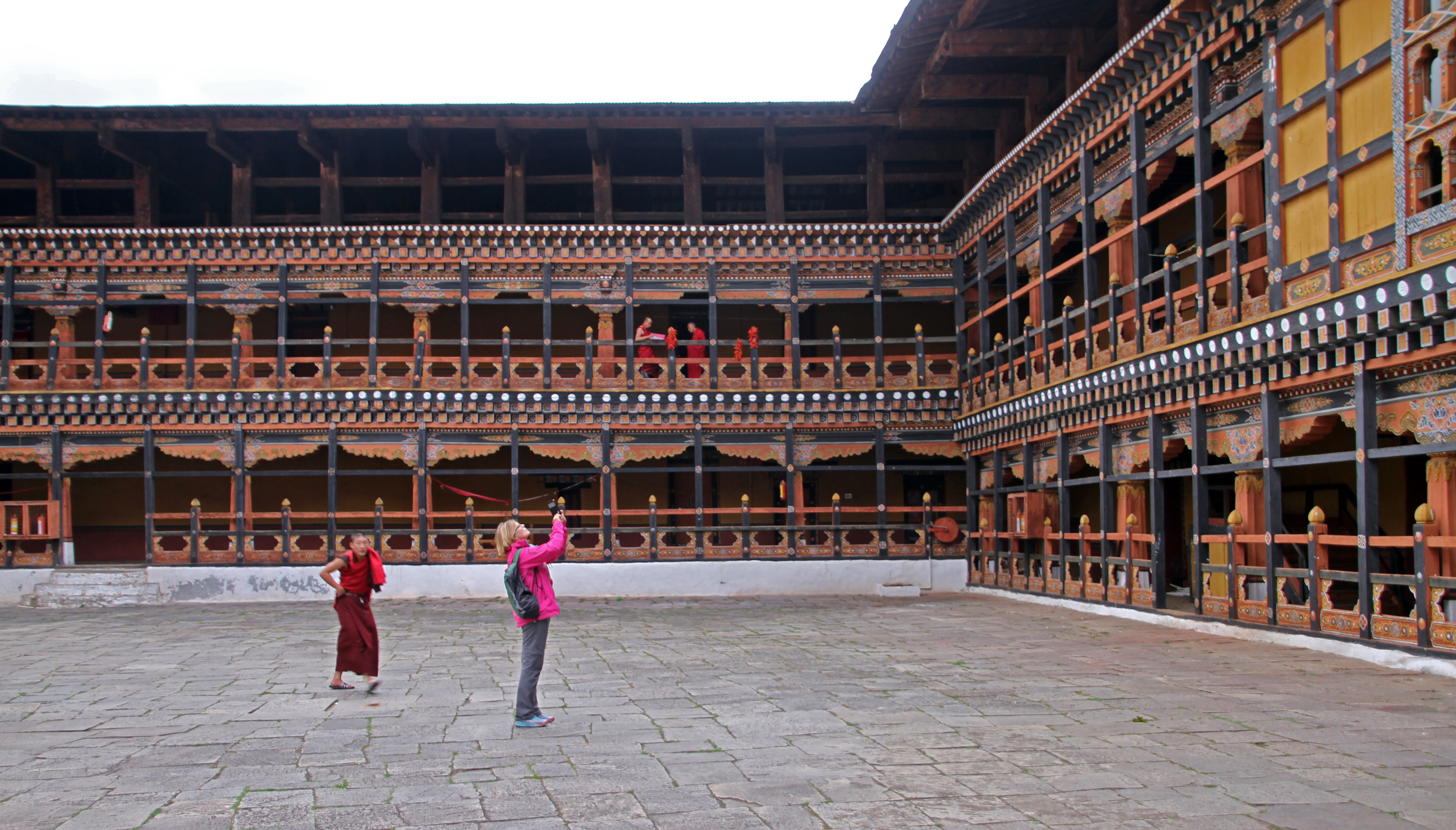
Dzong
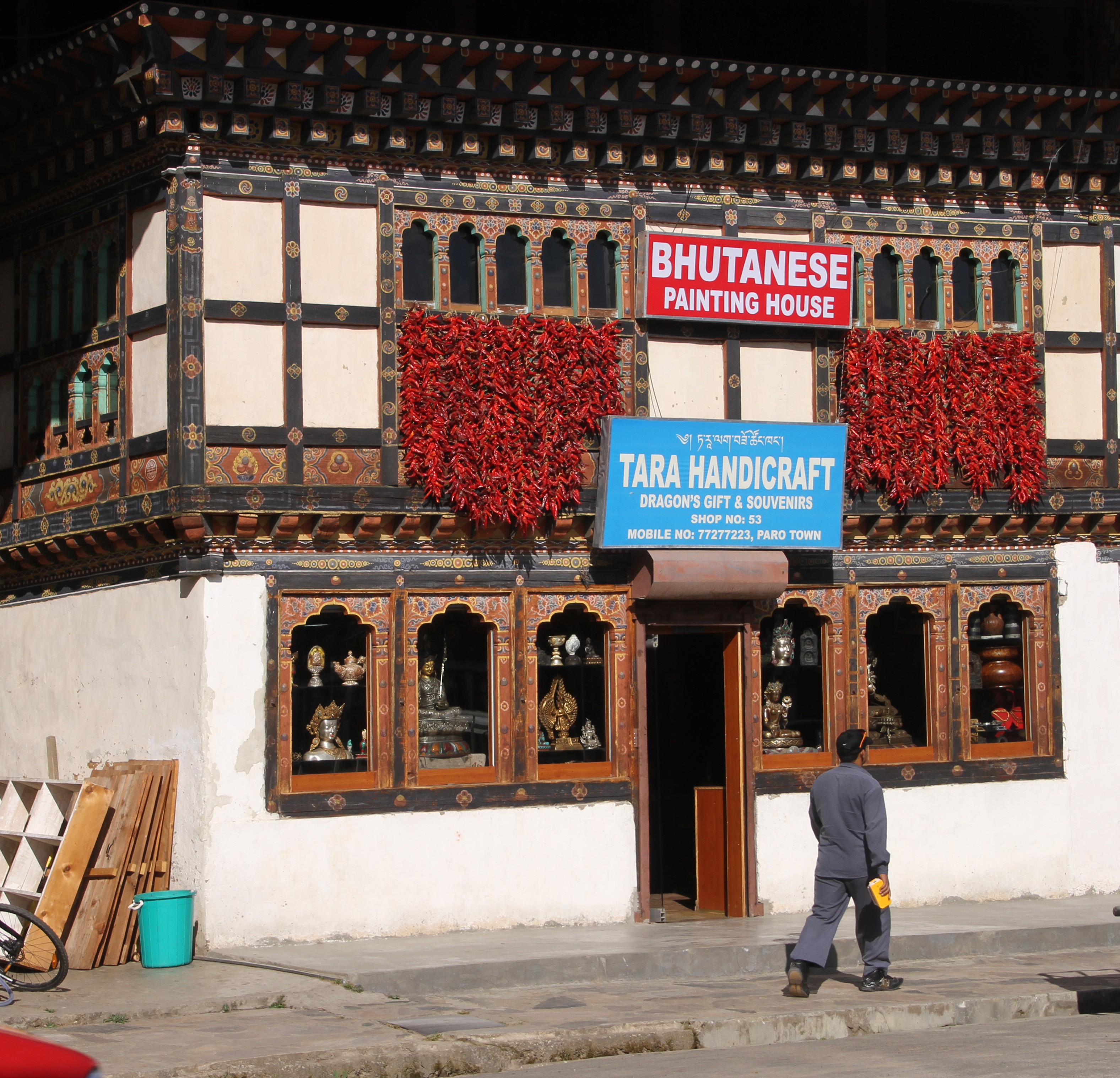
Downtown Paro
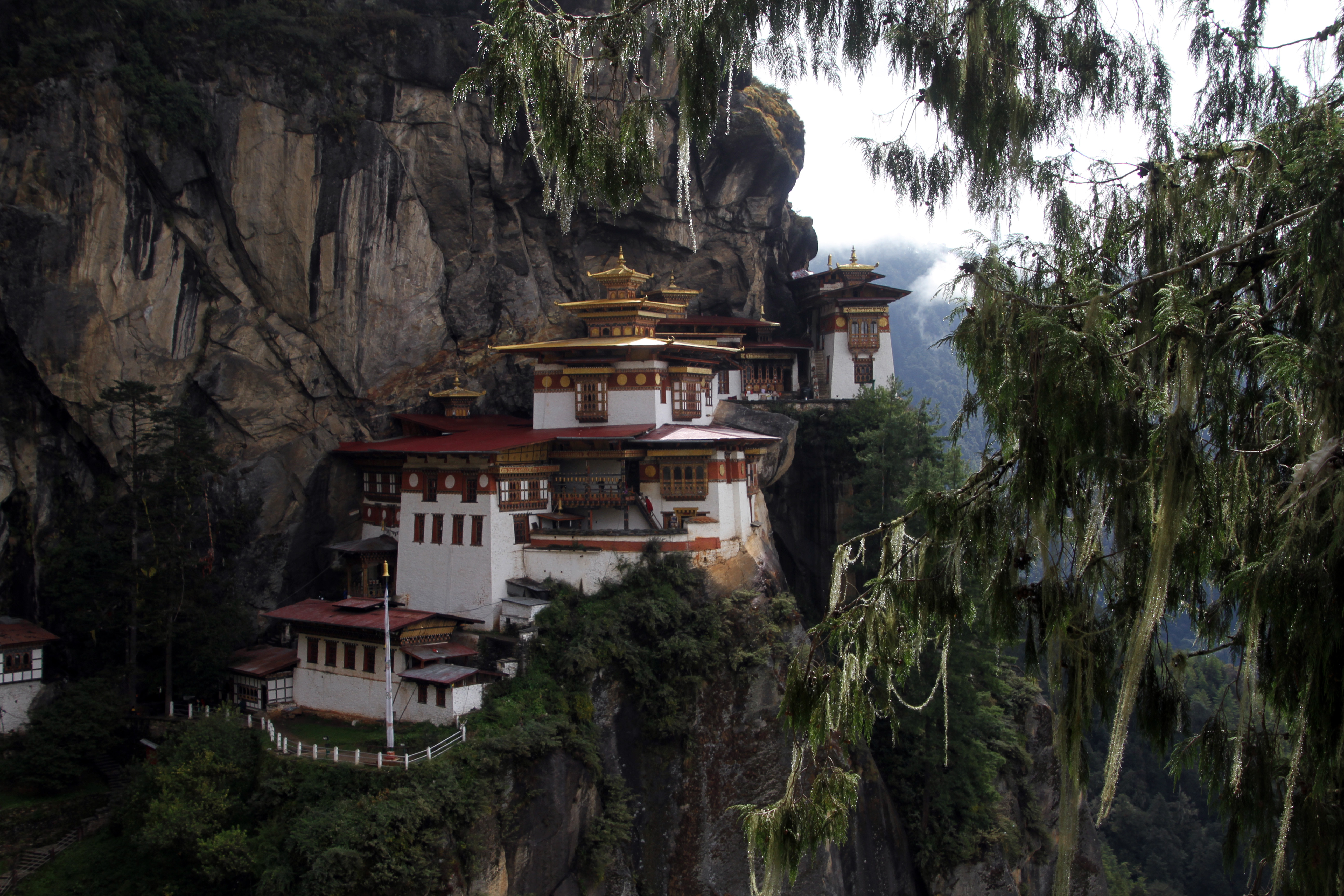
Klasztor Taktshang